# Серов (станция)
Серо́в — станция Свердловской железной дороги, расположенная в городе Серове Свердловской области, Россия. Входит в Нижнетагильский регион обслуживания Свердловской железной дороги.

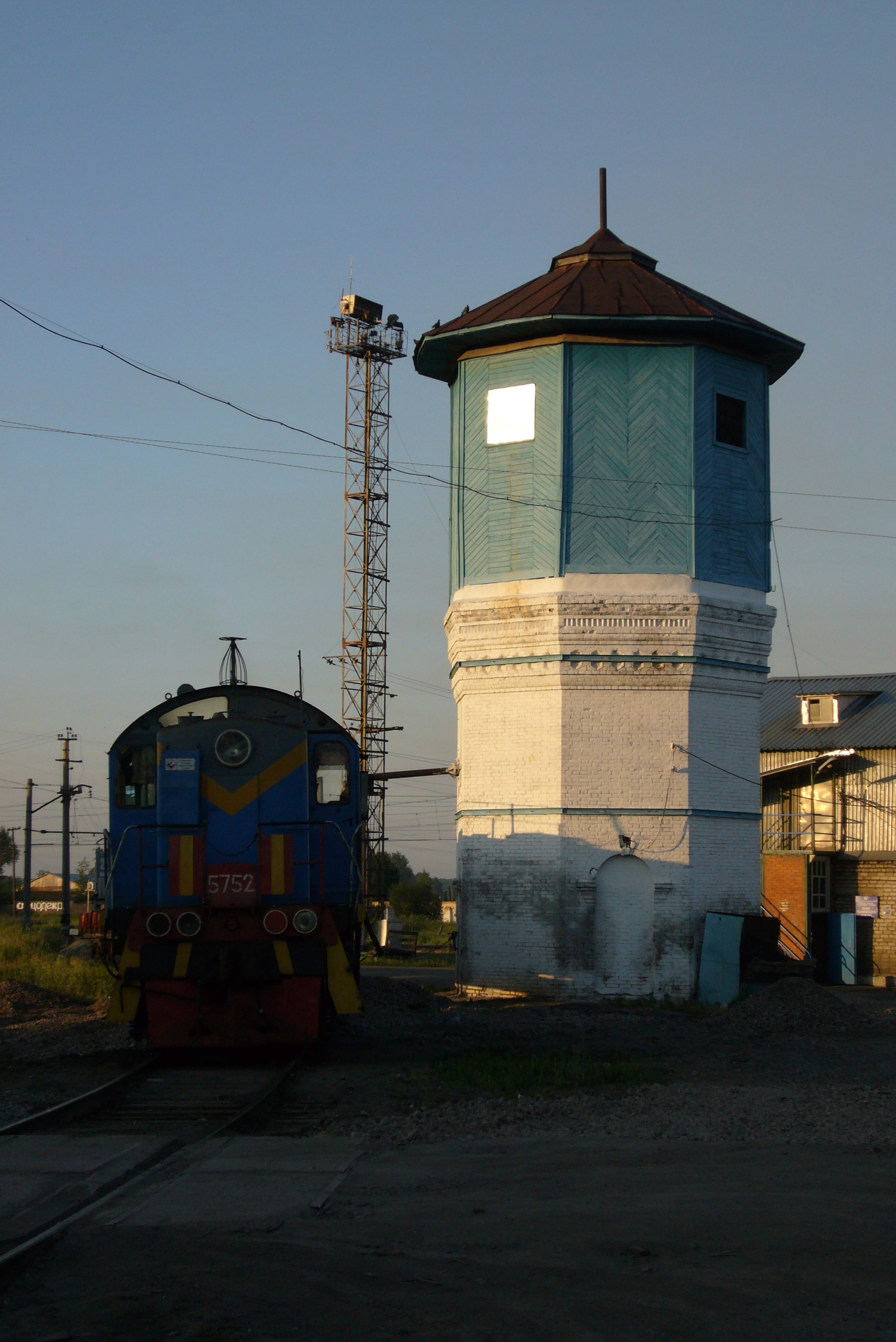
Водонапорная башня на станции Серов

номера поездов
| № поезда             | Маршрут движения                                                    | № поезда             | Маршрут движения                                                  |
| -------------------- | ------------------------------------------------------------------- | -------------------- | ----------------------------------------------------------------- |
| 084E «Северный Урал» | Приобье — Москва отменен с 11.02.2021                               | 084M «Северный Урал» | Москва — Приобье отменен с 12.02.2021                             |
| 338E/011Е            | Приобье — [Нижний Тагил] — Москва вагоны беспересадочного сообщения | 012Я/483Е            | Москва — Нижний Тагил — Приобье вагоны беспересадочного сообщения |
| 338E                 | Приобье — Екатеринбург                                              | 337E                 | Екатеринбург — Приобье                                            |
| 352E                 | Приобье — Уфа                                                       | 351Й                 | Уфа — Приобье                                                     |
| 452E                 | Приобье — Екатеринбург                                              | 012Я/483Е            | Москва - Нижний Тагил — Приобье                                   |
| 522E                 | Приобье — Новороссийск (лето, ч/з день)                             | 521С                 | Новороссийск — Приобье (лето, ч/з день)                           |
| 7422/7421/6864       | Серов — Нижняя Тура — Нижний Тагил                                  | 6865/7430/7429       | Нижний Тагил — Нижняя Тура — Серов                                |
| 6862                 | Серов — Нижний Тагил                                                | 6861                 | Нижний Тагил — Серов                                              |
| 6951                 | Серов — Бокситы (лето)                                              | 6952                 | Бокситы — Серов (лето)                                            |
| 6969/6973/6975       | Серов — Приобье                                                     | 6976/6974/6970       | Приобье — Серов                                                   |
| 6983/6984            | Серов — Карпунино                                                   | 6981/6982            | Карпунино — Серов                                                 |
| 6987/6988            | Серов — Сосьва (посёлок)                                            | 6985/6986            | Сосьва (посёлок) — Серов                                          |
| 7072 "Ласточка"      | Серов - Екатеринбург                                                | 7071 "Ласточка"      | Екатеринбург - Серов                                              |
| 7076 "Ласточка"      | Бокситы - Екатеринбург                                              | 7075 "Ласточка"      | Екатеринбург - Бокситы                                            |